# Postal Dude
Postal Dude é o personagem principal da série Postal, da Running With Scissors, Inc., como também do protagonista no filme de mesmo nome. Ele foi dublado pelo ator Rick Hunter[carece de fontes?] em Postal e Postal 2, e por Cory Cruise em Postal III, enquanto que Zack Ward interpreta o personagem no filme. Devido a sua natureza violenta, sociopata e cínica Postal Dude é considerado um dos personagens de videogames mais polêmicos.

## Personagem
Os jogos revelam pequenos detalhes sobre o Postal Dude. Ele é um residente de um trailer na cidade fictícia de Paradise, Arizona. Ele é um católico romano, gosta de ler por prazer, tem um pai falecido a quem odiava, e ele é ativo na política (duas tarefas envolvem a passagem de um abaixo-assinado e de voto em uma eleição local). Ele está desempregado, após ter sido demitido de seu trabalho na Running With Scissors, Inc., por razões não especificadas. Sua família são só sua esposa (identificada apenas como "Postal Dude's Bitch"), Champ (seu cachorro) e seu tio Dave, líder de uma seita religiosa, que está implícito a ser David Koresh.
Vince Desi, o principal criador do jogo Postal da Running With Scissors, indicou em uma entrevista que as ações do personagem dependem do modo do jogador. Há a opção de não violência se o jogador quiser. A personalidade do personagem é tal que, se o jogador optar por jogar violentamente, é apropriado.

## Desenvolvimento
Ao criar o jogo Postal em 1995, o diretor de arte Randy Briley imaginou Postal Dude como um negro, modificando o personagem para combinar com o estilo de design do jogo. Pretendia-se, desde o início que o personagem não tinha uma história por trás de todo modo a dar ao jogador a possibilidade de impor qualquer história de fundo ou de personalidade para o personagem que desejar.
Postal ² foi lançado em 2003 como um FPS (First-Person Shooter ou tiro em primeira pessoa) totalmente em 3D em primeiro lugar. O aumento da capacidade gráfica permitiu que Postal Dude fosse apresentado em mais detalhes. O projeto final para o personagem (visível em espelhos e algumas sequências pré-renderizado em terceira pessoa), foi concluída em 2001 pelo diretor de arte Josh Leichliter. Outra diferença em relação ao primeiro jogo da série é que o Postal Dude falou. Ele é dublado por Rick Hunter. Hunter voltou para o pacote de expansão Apocalypse Weekend, que foi lançado em 2005 e incluiu algumas pequenas reformulações de Postal Dude.
O Postal Dude retorna como o personagem principal no Postal III, onde o personagem se mudou para uma nova cidade. Vince Desi descreve o personagem como "Clint Eastwood", em que ele quer cuidar de sua própria vida, mas as pessoas não vão deixá-lo em paz.

## Aparições no cinema
Zack Ward interpreta Postal Dude em Postal. Ward descreve o personagem como alguém que só queria ser amado e aceito, porém um pouco inseguro e azarado. Ward disse que não baseou sua atuação como o Postal Dude na entregas de videogame como nunca jogou-los, mas no script.

## Controvérsia
Em 2006, após o tiroteio em uma faculdade por Kimveer Gill, no Canadá, Postal Dude foi apontado como um personagem identificado com Gill. Em seu blog Gill expressa admiração por Postal Dude, dizendo que "O Postal Dude estava triste antes de ele ser agressivo e psicótico, que é a parte que nunca é visto no jogo. Ele era normal, mas o mundo fez dele a maneira como ele se tornou". Postal ² foi apontado como um dos jogos favoritos de Gill.